# Bella senz'anima
Bella senz'anima è un brano musicale di Riccardo Cocciante, scritto da Cocciante, Amerigo Paolo Cassella e Marco Luberti ed arrangiato da Franco Pisano. È la prima canzone dell'album Anima.

## Descrizione
Il brano fu lanciato da Cocciante nel tour Racconto del 1973, tour che fece insieme a Francesco De Gregori ed Antonello Venditti. Ornella Vanoni ascoltò il brano, e chiese a Cocciante se potesse essere lei a lanciare il singolo sul mercato, in una versione adattata per una cantante femminile, però lui ha rifiutato l'idea.
Il brano venne pubblicato sul singolo Bella senz'anima/Qui e sull'album Anima nel maggio del 1974. Bella senz'anima raggiunse il primo posto nella classifica dei singoli italiani e fu il settimo singolo più venduto dell'anno in Italia.
Il testo, in particolare la parte «E adesso spogliati come sai fare tu», è stato criticato duramente da diverse organizzazioni femministe e in televisione venne censurato.
Nel 2006, Cocciante cantò Bella senz'anima e Margherita a Sanremo cone ospite nella seconda serata.

## Cover
Il brano è stato coverizzato da diversi artisti, tra cui Johnny Hallyday, Thelma Houston, Mina, Joe Arroyo, Victor Manuelle, Oliver Dragojević, Mino Reitano, Linda Valori e gli Schola Cantorum.

## Classifiche
| Classifica               | Posizione massima |
| ------------------------ | ----------------- |
| Italia (Musica e dischi) | 1                 |
| Spagna                   | 1                 |